# Hege (münsterländisches Adelsgeschlecht)

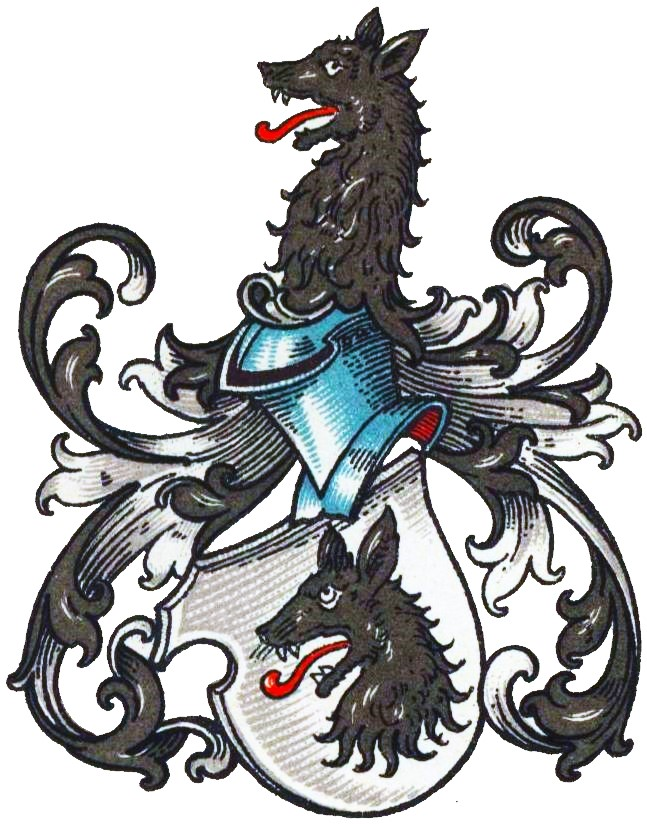
Wappen derer von der Hege im Wappenbuch des Westfälischen Adels

Von der Hege (auch von der Heghe, von der Hegge o. ä.) ist der Name eines westfälischen Adelsgeschlechts.
Die Familie ist zu unterscheiden von den essenschen Herren von Hege.

## Geschichte
Das Geschlecht stammt aus dem Münsterland und saß unter anderem zu Hoetmar. Neben Hoetmar besaß die Familie Haus Seppenhagen in der Bauerschaft Halene der Stadt Ahlen und Haus Velmede bei Bergkamen-Weddinghofen.
Erstmals erscheint die Familie 1314 mit Johann de Hege. 1449 heiratete eine Erbtochter des Ortsadelsgeschlechts Hoetmar Series von der Hege, wodurch Hoetmar an die von der Hege kam.
Die Familie erlosch laut Max von Spießen mit dem Tod von Anna von der Hege, Ehefrau des Wilhelm von Ketteler, die 1603 noch lebte. Leopold von Ledebur dagegen berichtet, dass ein „Caspar von der Hege der Jüngere“ 1614 auf dem Landtag zu Arnsberg anwesend war. Kurz darauf sei das Geschlecht ausgestorben.

## Wappen
Blasonierung: In Silber ein schwarzer Wolfskopf mit rot ausgeschlagener Zunge. Auf dem Helm mit schwarz-silbernen Helmdecken der Wolfskopf.